# Lignerolles (Allier)
Lignerolles ist ein zentralfranzösischer Ort und eine Gemeinde im Département Allier in der Region Auvergne-Rhône-Alpes. Die Gemeinde mit 758 Einwohnern (Stand: 1. Januar 2022) gehört zum Arrondissement Montluçon und zum Kanton Montluçon-4.

## Lage
Lignerolles liegt etwa sieben Kilometer südsüdwestlich des Stadtzentrums von Montluçon. Der Cher begrenzt die Gemeinde im Osten.

### Nachbargemeinden
Umgeben ist Lignerolles von den Nachbargemeinden Prémilhat im Norden und Westen, Lavault-Sainte-Anne im Nordosten, Villebret im Osten, Saint-Genest im Südosten, Sainte-Thérence im Süden sowie Teillet-Argenty im Westen und Südwesten.

## Bevölkerungsentwicklung
| Jahr      | 1962 | 1968 | 1975 | 1982 | 1990 | 1999 | 2006 | 2018 |
| Einwohner | 458  | 435  | 443  | 473  | 579  | 566  | 622  | 738  |

## Sehenswürdigkeiten
- Kirche Saint-Martin aus dem 19. Jahrhundert (siehe auch: Liste der Monuments historiques in Lignerolles (Allier))
- Lavoir (Waschhaus)
- Mühle Mercier

## Persönlichkeiten
- Mireille Schurch (* 1949), Politikerin (PCF)